# آب‌انبار شهرک جوادیه
آب‌انبار شهرک جوادیه مربوط به دوره صفوی است و در شیراز، شهرک جوادیه، ۲۰۰ متری بعد از شهرک جوادیه، به طرف اکبرآباد واقع شده و این اثر در تاریخ ۳۰ بهمن ۱۳۸۶ با شمارهٔ ثبت ۲۰۸۱۰ به‌عنوان یکی از آثار ملی ایران به ثبت رسیده است.